# Gattinelli
Gattinelli è una famiglia italiana di attori, attiva nell'Ottocento.

## Storia
Il capostipite fu Luigi (Meldola, 1786-Livorno, 1845), figlio di Niccolò, orefice, e di Teresa Fanelli, che lavorò anche lui come orefice fino a quando si avvicinò al palcoscenico e, dopo un lungo tirocinio in compagnie teatrali di terz'ordine, ottenne successo e popolarità caratterizzandosi per le sue interpretazioni misurate e 'naturali'. Nel febbraio 1806 si sposò con la sarta Giuseppina Stanguellini ed ebbe due figli.
Suo figlio Gaetano (Lugo, 1806-Roma 1884) partecipò ai moti risorgimentali del 1830 e del 1859, si dimostrò eccellente caratterista in numerose compagnie, soprattutto nella Reale Sarda e assieme ad Ernesto Rossi, con il quale recitò a Vienna e a Parigi; inoltre scrisse varie commedie, una delle quali, Clelia o la Plutomania (1855), nonostante la stroncatura di Francesco De Sanctis, ottenne un ottimo successo.
Tra gli altri suoi lavori si ricordano: Selvaggia (Torino 1852); Vittorio Alfieri e Luigia d'Albany (Milano 1855); La caduta di una dinastia (Firenze 1862); Milton (Firenze 1868); La notte di San Bartolomeo (Firenze 1884); Gli ugonotti (Milano 1885).
Un suo Progetto per la fondazione di un Istituto drammatico nazionale, approvato da Camillo Benso, conte di Cavour, venne bocciato alla Camera nel 1858.
Il figlio minore di Luigi, Angelo I (Lugo 1808-Rovigno 1859), si avvicinò sin da piccolo alle scene, ottenendo notorietà come caratterista. Come scrittore aveva tradotto dal francese alcuni lavori teatrali di moda.
Da Carolina Astolfi aveva avuto un figlio, Luigi II, (Milano 1831-Bologna 1890), che abbandonò il Collegio militare Maria Luigia di Parma, per lavorare in teatro, inizialmente nei ruoli di amoroso, poi in quelli di brillante, e infine in quelli di caratterista e promiscuo. Dalla prima moglie Luigia Barbini, sposata nel 1857, aveva avuto un figlio, Angelo, e una figlia morta infante. Nel 1861 si risposò con Amalia Manzoni.
Il figlio di Luigi II e di Luigia Barbini, Angelo II, (Vercelli 1858-Roma 1941 ), esordì come secondo amoroso nella compagnia di F. Coltellini, in cui lavorava suo padre, dopo di che proseguì come primo attore giovane. Successivamente insegnò recitazione all'Accademia Nazionale di Santa Cecilia a Roma. Nel 1880 aveva sposato Annetta Marini anche lei attrice, sorella di Virginia, che spesso recitò insieme con lui e morì a Roma il 15 agosto 1927. Angelo II morì a Roma il 17 marzo 1941.

## Opere

### Gaetano
- Clelia o la Plutomania (1855);
- Selvaggia (1852);
- Vittorio Alfieri e Luigia d'Albany (1855);
- La caduta di una dinastia (1862);
- Milton (1868);
- La notte di San Bartolomeo (1884);
- Gli ugonotti (1885).